# Química bioortogonal

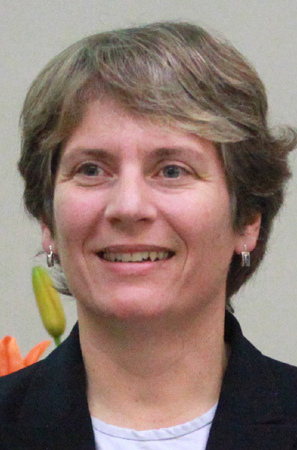
Carolyn R. Bertozzi

La química bioortogonal és una disciplina científica que estudia les reaccions químiques que es poden dur a terme en medis biològics complexos modificant selectivament els grups funcionals de la molècula diana sense que s'alteri cap funció biològica nativa.
Aquest concepte fou encunyat el 2003 per la química estatunidenca Carolyn R. Bertozzi (1966) i probablement deriva del concepte matemàtic d'ortogonalitat utilitzat per descriure dues entitats que varien independentment l'una de l'altra. Per aquesta recerca fou guardonada amb el Premi Nobel de Química de 2022.
La química bioortogonal permet que la síntesi orgànica que es realitza habitualment en un laboratori es dugui a terme en organismes vius i cèl·lules. A diferència de moltes reaccions al laboratori, però, les reaccions bioortogonals no estan destinades a preparar grans quantitats de material. En canvi, tenen la intenció de modificar de manera covalent biomolècules amb grups funcionals no natius en condicions biològiques per permetre el seu estudi i manipulació.
Els processos bioortogonals impliquen dos passos. En primer lloc, s'incorpora un mànec bioortogonal (com ara un grup azida) a les biomolècules mitjançant mètodes com l'etiquetatge metabòlic. A continuació, s'introdueix de manera exògena una sonda que porta un grup funcional (com un grup alquí) que reacciona de manera ràpida i selectiva amb el mànec bioortogonal, connectant la sonda a una biomolècula. L'etiquetatge bioortogonal es compara favorablement amb l'etiquetatge metabòlic convencional, on la incorporació directa de biomolècules que porten sondes grans pot ser lenta, sinó impossible. Requerir sondes amb temps de residència llargs pot interferir amb altres processos biològics. Per ser considerada bioortogonal, la reacció ha de complir els requisits següents:
1. La reacció s'ha de produir a les temperatures i pH dels ambients fisiològics.
2. La reacció ha de proporcionar productes de manera selectiva i amb alts rendiments i no s'ha de veure afectada per l'aigua o nucleòfils endògens, electròfils, reductors o oxidants que es troben en entorns biològics complexos.
3. La reacció ha de ser ràpida, fins i tot a concentracions baixes, i ha de formar productes de reacció estables.
4. La reacció hauria d'implicar grups funcionals no presents de manera natural als sistemes biològics.[3]